# Plain Old Java Object
Plain Old Java Object är en beskrivning av en typ av objekt i programspråket Java som implementerar så få interfaces och ärver från så få superklasser som möjligt. Begreppet förkortas vanligen POJO. Ett POJO-objekts motsats är ett objekt som tyngs ned av en överordnad klass- och interface-hierarki.